# Валері Манто
Валері Манто (фр. Valérie Manteau, нар. 1985, Франція) — французька письменниця, видавниця та журналістка.

## Біографія
Народилася у 1985 році у Франції.
2009—2013 рр. — дописувачка сатиричної газети Charlie Hebdo.
2008—2013 рр. — редакторка Les Échappés.
У 2013 році приєдналася до Музею європейських і середземноморських цивілізацій у Марселі. Працювала там менеджеркою відділу видавничої справи та розповсюдження до 2018 р.
Живучи в районі Марселя Ноа, вона є членом Collectif du 5 novembre. Є співавторкою форуму Nous sommes tous des enfants de Noailles, опублікованого в Le Monde 30 січня 2019 року разом з Робертом Ґедігуяні, Кені Аркана, IAM, Софі Калле, Барбарою Кассін тощо.
Валері Манто живе у Марселі, Парижі та Стамбулі.

## Публікації
Перші дві книги Calme et Tranquille (2016) та Le Sillon (2018) Манто опублікувала у видавництві Le Tripode. Для написання цих романів письменниця відвідувала Туреччину.
За роман Le Sillon Валері Манто отримала у 2018 році другу за значенням літературну премію Франції після Гонкурівської премії — премію Ренодо.

## Творчість
- Calme et Tranquille, Le Tripode, 200 p., 2016, ISBN 2370551119
- Le Sillon, Le Tripode, 2018 ISBN 2370551674

## Нагороди та премії
- 2018 — Премія Ренодо за Le Sillon[7]
- 2018 — Trophée littéraire des Nouvelles d'Arménie Magazine за Le Sillon[8]